# ГЕС Сень
ГЕС Сень — гідроелектростанція на півночі далматинського узбережжя Хорватії.
Машинний зал станції розташований на узбережжі Адріатичного моря південніше міста Сень, а ресурс для її роботи постачається із карстових долин регіону Ліка, відділених від морського узбережжя гірським хребтом Велебіт. Зокрема, в долині річки Ліка за допомогою земляної греблі Склопе висотою 74 метри створене водосховище Крушчиця, яке накопичує воду для рівномірної роботи гідровузла. При цій греблі працює ГЕС Склопе, а деривація ресурсу для станції Сень починається у кількох кілометрах нижче по течії, де бере початок тунель, що веде на північ у долину річки Гацка, русло якої в процесі спорудження гідровузла спрямили, зменшивши його довжину на два десятки кілометрів. Із неї в свою чергу вода подається у тунель, який веде далі на північ до регулюючого водосховища в долині Гусич поле (Gusić Polje), створеного бетонною водозливною греблею. Звідси вже починається дериваційний тунель, що веде на захід до машинного залу ГЕС Сень. Загальна довжина підземних споруд комплексу становить приблизно 33 км.
Машинний зал споруджений у підземному виконанні та обладнаний трьома турбінами типу Френсіс загальною потужністю 216 Мвт. Описана вище схема забезпечує роботу з напором у 410 метрів. На початку 2010-х років виробництво електроенергії на ГЕС Сень коливалось від 0,5 до 1,5 млрд кВт-год.
Під час сербського заколоту в Хорватії верхню частину гідровузла — ГЕС Склопе — захопили загони сербів. 9 жовтня 1991 року вони підірвали закладену на станції вибухівку, що пошкодило машинний зал та припинило подачу ресурсу до ГЕС Сень. Проте за кілька діб район був відбитий хорватами, які розпочали енергійні відновлювальні роботи. Важливість останніх підсилювалась тим, що, окрім виробництва електроенергії, подана на адріатичне узбережжя вода використовується для водопостачання міста Сень та прилеглих районів.